# Katherine Waterston
Katherine Boyer Waterston (sinh ngày 3 tháng 3 năm 1980) là một nữ diễn viên người Mỹ.

## Danh sách phim

### Điện ảnh
| Năm  | Phim                                        | Vai                     | Ghi chú |
| ---- | ------------------------------------------- | ----------------------- | ------- |
| 2007 | Michael Clayton                             | Third Year              |         |
| 2007 | The Babysitters                             | Shirley Lyner           |         |
| 2008 | Good Dick                                   | Katherine               |         |
| 2009 | Taking Woodstock                            | Penny                   |         |
| 2011 | Almost in Love                              | Lulu                    |         |
| 2011 | Enter Nowhere                               | Samantha                |         |
| 2012 | Robot & Frank                               | Shopgirl                |         |
| 2012 | Being Flynn                                 | Sarah                   |         |
| 2012 | The Letter                                  | Julie                   |         |
| 2012 | The Factory                                 | Lauren                  |         |
| 2013 | Night Moves                                 | Anne                    |         |
| 2013 | The Disappearance of Eleanor Rigby: Her     | Charlie                 |         |
| 2014 | Are You Joking?                             | Lisa                    |         |
| 2014 | Inherent Vice                               | Shasta Fay Hepworth     |         |
| 2014 | Glass Chin                                  | Patricia Petals O'Neal  |         |
| 2015 | Sleeping with Other People                  | Emma                    |         |
| 2015 | Queen of Earth                              | Virginia                |         |
| 2015 | Steve Jobs                                  | Chrisann Brennan        |         |
| 2015 | Manhattan Romance                           | Carla                   |         |
| 2016 | Fantastic Beasts and Where to Find Them     | Porpentina Goldstein    |         |
| 2017 | Alien: Covenant                             | Janet "Danny" Daniels   |         |
| 2017 | Logan Lucky                                 | Sylvia Harrison         |         |
| 2017 | The Current War                             | Marguerite Westinghouse |         |
| 2018 | State Like Sleep                            | Katherine               | Hậu kỳ  |
| 2018 | Fluidic                                     | Tell                    | Hậu kỳ  |
| 2018 | Mid-90s                                     | Dabney                  | Hậu kỳ  |
| 2018 | Fantastic Beasts: The Crimes of Grindelwald | Porpentina Goldstein    | Hậu kỳ  |
| 2022 | Fantastic Beasts: The Secrets of Dumbledore | Porpentina Goldstein    |         |